# Червеногърда дървесна мравка
Camponotus herculeanus са вид насекоми от семейство Мравки (Formicidae), разпространени в Европа, включително и в България. Цветът им е черно-кафяв и обикновено изграждат жилищата си във влажна мъртва дървесина.